# Rio Jucu Braço Sul
Rio Jucu Braço Sul är ett vattendrag i Brasilien.   Det ligger i delstaten Espírito Santo, i den sydöstra delen av landet, 900 km sydost om huvudstaden Brasília.
Omgivningarna runt Rio Jucu Braço Sul är huvudsakligen savann. Runt Rio Jucu Braço Sul är det glesbefolkat, med 15 invånare per kvadratkilometer.